# Støvsugerbanden (film)
 For alternative betydninger, se Støvsugerbanden. (Se også artikler, som begynder med Støvsugerbanden)
Støvsugerbanden er en dansk komediefilm fra 1963. Den er en parodi på film om ungdomskriminelle, da dens karakterer i stedet er pensionister. Støvsugerbanden blev instrueret af Bent Christensen (assisteret af Just Betzer), med manuskript af Leif Panduro. Medvirkende i filmen:
- Henrik Bentzon
- Clara Pontoppidan
- Gunnar Lauring
- Agnes Rehni
- Henning Moritzen
- Hans W. Petersen
- Johannes Meyer
- Kai Holm
- Henry Nielsen
- Ebba Amfeldt
- Svend Bille